# 泰州城隍庙
32°29′34″N 119°55′04″E / 32.49278°N 119.91778°E
泰州城隍庙位于中国江苏省泰州市海陵区邑庙街22号，2006年被列为第六批全国重点文物保护单位。
泰州城隍庙始建于唐，北宋重修，明正统四年（1439年）重建，清咸丰三年（1853年）再重修。庙坐北朝南，占地面积约5300平方米，建筑面积约2170平方米，有山门、审事厅、大殿、二十四司、东西班房、福神祠、土地祠等建筑。